# Рядыни
Рядыни (Рядынь) — деревня в Смоленской области России, в Ярцевском районе. По состоянию на 2007 год постоянного населения не имеет. Расположена в центральной части области в 16 км к северо-востоку от Ярцева, в 2 км к западу от автодороги Ярцево – Холм-Жирковский, на правом берегу реки Вопь. 
Входит в состав Капыревщинского сельского поселения.

## Экономика
Арендаторское, позднее фермерское хозяйство "Новые Рядыни".Образовано в ноябре 1988 года.
Выращивание крупного рогатого скота,овцеводство.Озерное рыболовное хозяйство.

## Достопримечательности
Памятники археологии местного значения:
- Курганная группа (38 курганов) на окраине деревни. Насыпаны в VIII – X веках.
- Селище на правом берегу реки Вопь. Было заселено с VIII века.